# Chiesa dei Santi Martiri (Arona)
La chiesa dei Santi Martiri, anche nota come chiesa di San Graziano è un edificio religioso situato nel comune di Arona, già chiesa abbaziale di un monastero risalente al X secolo.
Situata sul rilievo che caratterizza il centro della cittadina, la facciata è rivolta verso la parte superiore della piazza San Graziano.

## Storia
L'edificazione dell'abbazia risale alla seconda metà del X secolo quando, ad opera di un conte Amizone (o secondo altre fonti Adamo), sarebbero state traslate ad Arona le reliquie dei due martiri Gratiniano e Felino.
Le fonti più antiche a cui è riconducibile questa informazione sono la Translatio corporum sanctorum Gratiniani et Filini, parte di un manoscritto del XII secolo chiamato "Cronaca Aronese" e proveniente dal monastero stesso di Arona ed un epitaffio in cui viene citato, pur con nome diverso, un conte, funzionario di alto grado fedele all'imperatore Ottone I e comandante delle armate imperiali nella scontri contro Roma del 963/64. Proprio per porre rimedio ad una censura ecclesiastica, avvenuta in seguito ai disordini provocati dalle sue truppe, Amizone fonda un monastero concludendone la costruzione nel 979 e intitolandone la chiesa al Salvatore e ai santi Gratiniano e Felino. 
La prima menzione della presenza in Arona delle reliquie dei santi Fedele e Carpoforo si ha in un manoscritto datato 7 febbraio 1259, la conferma della traslazione (e non della trafugazione seguita al saccheggio di Como del 1127, come sostiene Francesco Antonio Zaccaria nel suo De' Santi martiri Fedele, Carpoforo, Gratiniano, e Felino) ci giunge dagli studi dello storico Giorgio Giulini che ne fa menzione nella sua opera Memorie spettanti alla storia, al governo, ed alla descrizione della Città e della campagna di Milano nei Secoli Bassi e che descrive, sulla base di documenti d'epoca, una regolare consegna dei resti al monastero di Arona. 
Dell'originaria chiesa abbaziale non rimangono tracce, le prime menzioni del nuovo edificio si hanno nel 1484 quando divenne abate del monastero Francesco de Eustacchio di Pavia che, secondo gli studiosi del XIX secolo, promosse l'edificazione di una nuova chiesa, essendo quella esistente in condizioni così disastrate da aver determinanto la sospensione delle funzioni. Studi più recenti portano a ricondurre l'iniziativa dell'edificazione all'abbaziato di Francesco Borromeo, durato dal 1453 al 1484, questo sarebbe confermato dalla presenza di una lapide obituaria a lui intitolata situata nella chiave di volta della cappella maggiore la cui presenza si spiega solo alla luce di un suo effettivo coinvolgimento nell'edificazione della chiesa.
Si ha notizia del ritrovamento e della successiva traslazione delle reliquie dei santi Carpoforo e Fedele in un altare laterale della nuova chiesa, le reliquie erano infatti posizionate nell'edificio della vecchia chiesa ma si erano perse le tracce della loro localizzazione precisa. 
La solenne inaugurazione ebbe luogo il 2 giugno del 1489, all'epoca era abate Gerolamo Calagrani, ma la chiesa era ancora in costruzione. Le finestre dell'abside vennero completate nel 1502, i lavori proseguirono presumibilmente fino al 1506.
Nel 1567 Carlo Borromeo, ultimo abate dell'abbazia istituisce un seminario, si ha un primo adattamento dell'edificio che nel 1572 viene ceduto, insieme all'intera abbazia, ai padri gesuiti che vi fondarono un noviziato. In questo periodo si hanno numerosi interventi sull'edificio, il principale è la costruzione di due cappelle a lato della prima campata, quella rivolta a meridione venne destinata ad ospitare le reliquie dei santi Carpoforo e Fedele, rientrate da Milano il 13 marzo del 1576. 
Nel 1720 venne autorizzato un primo ampliamento della costruzione con l'aggiunta della campata orientale, venne rifatta la facciata secondo lo stile barocco dell'epoca e vennero aggiunte due cappelle laterali. Nel 1773, in seguito alla soppressione della Compagnia di Gesù, l'edificio divenne proprietà della parrocchia di Arona.
L'ultima fase costruttiva risale al 1850-1852 si intervenne con il rifacimento delle due cappelle più vicine al presbiterio e vennero eseguiti gli affreschi tuttora visibili. Seguendo i dettami dello stile neogotico dell'epoca si cercò di riportare la chiesa al suo aspetto originario con la demolizione della volta romanica nella parte anteriore dell'edificio edificata dai gesuiti per sostituirla con una volta a sesto acuto per aumentare l'altezza interna. 

## Architettura
All'interno sono custodite diverse opere d'arte: come l'altare in marmo che raffigurano i Martiri del XV secolo, una pala d'altare del 1480 creata da Ambrogio da Fossano e le suggestive vetrate decorate, tra cui quella del 1502 nella cappella di San Carlo e in una teca foderata di seta sono conservate alcune reliquie di San Carlo Borromeo.
La facciata è rivolta ad est come nella maggior parte delle chiese, luogo da cui proviene la prima luce del mattino che assume un valore simbolico e orientamento preferito da S. Carlo Borromeo secondo le istruzioni che aveva impartito agli architetti. Uno spiccato verticalismo con paraste binate laterali coronata da piccoli tabernacoli caratterizza la facciata. Le decorazioni a stucco sono riconducibili agli stuccatori ticinesi della metà del XVIII secolo.
La chiesa attuale ha una navata con due campate e quattro cappelle laterali: essa è frutto di diverse fasi costruttive. Fu fondata su una chiesa ottoniana intitolata al Salvatore; nel X secolo era una chiesa abbaziale dedicata ai martiri romani Gratiniano e Felino. A partire dal 1259 nelle carte sono citati anche i santi Carpoforo e Fedele. Dalla metà del 400 si succedettero cinque fasi edilizie: alla metà del XV sec. confinava a est con il Prato Oliveto, a nord con la cappella di S. Nicola e il cimitero, a Ovest con il cimitero, a nord con la domus columbaria e il chiostro.
Nel 1487 Innocenzo VIII nominò commendatario dell’abbazia Gerolamo Calagrani, protonotario apostolico del papa che non venne mai ad Arona, ma fece rinnovare la chiesa dalle fondamenta e nell'1489 fece trasferire sotto l’altare i martiri Gratiniano e Felino entro un’arca marmorea che aveva fatto costruire e i santi Carpoforo e Fedele in una cappella laterale. A tale data la chiesa era terminata a livello strutturale con presbiterio e coro coperti da volta a crociera ad ombrello secondo schemi tardo quattrocenteschi lombardi. Nel 1506 fu realizzata la copertura del tiburio e della navata e le quattro vetrate dell’abside di cui rimangono due parti nella cappella di S.Carlo. Le finestre sono inquadrate da cornici in pietra d’Arona e di Angera con strombatura che riportava ad affresco di nodi intrecciati e a grottesche leonardesche. Anche l’altare maggiore fu commissionato dal Calagrande e presenta nelle ali laterali i 4 santi aronesi scolpiti da Policleto de Luonibus, scultore nutrito di cultura artistica ferrarese, della Certosa e del Duomo di Milano.
L’abate commissionò anche la pala con la Madonna in trono e santi 1488 di Ambrogio Bergognone (che aveva già dipinto una precedente opera all’Ambrosiana), la Vergine ha alla destra i dottori della chiesa e a sinistra i quattro santi, in ginocchio il Calagrani presentato da Sant’Agostino e protetto d S. Gerolamo, in origine la tavola era coronata dai santi Gerolamo eremita e Antonio Abate, ora in sacrestia. L’ambientazione con volte a botte sopra il trono è di ispirazione bramantesca, la pittura rimanda alla cultura fiamminga che si stava diffondendo in Milano per i tessuti preziosi e l’eleganza delle forme.
Dell’ultimo quarto del XV secolo  è L’Eterno benedicente e i relativi capitelli nell’androne della sacrestia. I Gesuiti che si stanziarono qui prolungarono la chiesa di altre due campate. 
L’ultima fase dei lavori risale al 1850-52 con la sostituzione della volta a botte con quella a crociera e con la decorazione neogotica ad affresco eseguito da Gaudenzio Magistrini chiamato dalla moglie di Giacomo Pertossi, amico di Antonelli.

### Prima cappella lato settentrionale
Questa cappella risale alla prima ristrutturazione del 1720. L'altare è caratterizzato da una pala che rappresenta San Francesco Saverio, i Santi Ignazio e Luigi Gonzaga che predicano agli Indiani, la pala è opera di Gaudenzio Magistrini e risale alla metà XIX secolo.

### Seconda cappella lato settentrionale
Questa cappella costruita dopo il 1576, fu dedicato alla Vergine delle Grazie ed a San Luigi. Conserva le reliquie con i resti dei Santi Fedele e Carpoforo, che ogni 13 marzo vengono esposti. L'ultimo restauro avvenne nel luglio del 2002.

### Prima cappella lato sud
Costruita nel 1720, inizialmente dedicata a Sant'Ignazio e poi al Sacro Cuore. Infine, oggi dopo gli ultimi restauri è stata collocata la statua barocca di Sant'Ambrogio.

### Seconda cappella lato sud
Fu costruita dai gesuiti per accogliere le reliquie dei Santi Carpoforo e Fedele.  Nel 1489 i resti sacri erano stati posti in un altare addossato alla parete destra del presbiterio. La pala dell'altare è opera di Jacopo Negretti detto Palma il Giovane. Nella parete sinistra sono inserite due delle quattro vetrate policrome del presbiterio che furono commissionate nel 1502 dal monaco benedettino don Marione.

### Presbiterio
Il presbiterio è composto da una campata quadrata coperta da volta a crociera. Nella chiave di volta si vede lo stemma dell'abate Francesco Borromeo con il motto "Humilitas" e la data di morte 13 gennaio 1484. La pala dell'abate Calagrani che rappresenta la Vergine in Maestà è posta sulla parete del coro dietro all'altare. Dietro la Vergine sono presenti i Padri della Chiesa: San Gerolamo con il leone in piedi, San Gregorio Magno con la tiara e il pastore crocifero, Sant'Ambrogio con lo staffile. Alla sinistra i quattro Martiri aronesi.
Sotto la pala un'epigrafe indica il sacello con le reliquie dei Santi Graziano e Felino, che il 31 maggio 1489 erano state traslate dal Calagrani nel altare maggiore quattrocentesco. Importanti sono i rilievi marmorei laterali che rappresentano i martiri, in essa si riavvisa la cultura ferrarese che impronta l'ambito lombardo nell'ultimo trentennio del quattrocento, soprattutto per opera dei maestri scultori del Duomo; infine nella parete a sinistra è inserita una lapide eseguita su disegno di Alessandro Antonelli che ricorda il benefattore Bartolomeo Pertossi morto nel 1829.

### Sacrestia
Sotto il presbiterio all’interno della porta che immette nel corridoio voluto da San Carlo nel 1569, vi è un timpano a rilievo che orna l’architrave sostenuto da eleganti capitelli dell’ultimo quarto del XV secolo. Sugli stipiti all’ingresso della sacrestia due stemmi in pietra, della stessa epoca, sono stati deteriorati nel tempo, quello di destra evidenzia la parola “Humilitas” dell’insegna borromea. Contemporanea è anche la volta a doppia crociera di questo ambiente rettangolare, forse in origine alloggio dell’abate Francesco, trasformato in sacrestia dai gesuiti.
Nel sottotetto si notano due grandi finestre chiuse da un'aggiunta di parete a sesto acuto, che riportano ancora tracce di affreschi con decorazioni di fine Quattrocento a nodi intrecciati di stile leonardesco e a grottesche che rimandano a modelli presenti in S.Maria delle Grazie a Milano e alla Certosa di Pavia.